# Joey Hartkamp
Joey Hartkamp (Arnhem, 12 december 1988) is een Nederlandse zanger.

## Biografie
Joey Hartkamp is een zoon van Emile Hartkamp, die nummers schreef en produceerde voor onder andere Marianne Weber, Frans Bauer en vele anderen. Als kind liet zijn vader hem meezingen in achtergrondkoortjes op nummers van Bauer en Koos Alberts. In 2000 werd hij door Stichting Conamus uitgenodigd om deel te nemen aan het Golden Star Festival, een jeugdsongfestival in Roemenië. Het jaar daarop deed hij weer mee aan het festival en won hij, voor het nummer Viva Romania, de prijs voor het best vertolkte liedje.
Al vanaf zeer jonge leeftijd had Joey ernstige overgewicht. In 2010 heeft hij een maagverkleining ondergaan. Door deze operatie viel de zanger in 2 jaar tijd ruim 60 kilo af. 
In 2013 deed Hartkamp mee aan de SBS6-talentenjacht Bloed, zweet & tranen en bracht hij zijn eerste single Ik kan geen nacht meer zonder jou uit, die hij maakte in samenwerking met zijn vader en Norus Padidar. Het eerste exemplaar kreeg hij overhandigd van René Froger. De single bereikte de 13e plaats in de Single Top 100 en de behaalde de 3e plaats in de Sterren.nl Top 20 van de TROS.
In 2014 werd hij genomineerd voor een Sterren.nl Award en verscheen zijn tweede single Ik wil je. Op 16 november 2014 lanceerde Joey zijn nieuwe single 'Jij'. Hij besloot de opbrengsten van deze single te doneren aan KWF Kankerbestrijding. Tijdens een nationale campagne dag van Sta op tegen kanker op woensdag 19 november 2014 was Joey te gast bij NPO Radio 2 om aandacht te vragen voor zijn actie en single. 
In 2016 werd Hartkamp's Gouden Kerstconcert uitgezonden vanuit de Eusebiuskerk in Arnhem. In een uur durende concertregistratie op Omroep Gelderland werd er aandacht gevraagd voor de Voedselbank.
De Arnhemse zanger is een fanatiek supporter van de Arnhemse club Vitesse. In 2017 bracht hij samen met zijn vader het lied Ernems Trots (Oh, Ho, Ho, Oho Vitesse) uit, speciaal voor de 125ste jubileum en de bekerfinale van dat jaar. De live première van het nieuwe lied was bij de bekerfinale op 30 april, in De Kuip in Rotterdam. Vitesse won uiteindelijk de KNVB Beker door AZ met 0–2 te verslaan. Op 1 mei, een dag na de bekerfinale, maakte de selectie een rondrit door Arnhem, om vervolgens op De Grote Markt te worden gehuldigd door duizenden Arnhemmers. Hartkamp trad als gastartiest op tijdens de huldiging. Op 14 mei 2017 ontving hij een gouden plaat voor de verkoop van meer dan 20.000 exemplaren van de single Ernems Trots. Ook verscheen hij op televisie met een realitysoap onder de titel De Hartkampjes, uitgezonden op Omroep Gelderland. Op 2 oktober 2017 kreeg Hartkamp de Buma NL Talent Award uitgereikt. In 2018 deed Hartkamp wederom mee aan een talentenjacht. Deze keer nam hij deel aan het programma Topper Gezocht!.

## Discografie

### Singles
| Single met eventuele hitnotering(en) in de Nederlandse Top 40 | Datum van verschijnen | Datum van binnenkomst | Hoogste positie | Aantal weken | Opmerkingen                 |
| ------------------------------------------------------------- | --------------------- | --------------------- | --------------- | ------------ | --------------------------- |
| Geen nacht meer zonder jou                                    | 2013                  | -                     |                 |              | Nr. 13 in de Single Top 100 |
| Ik wil je                                                     | 2014                  | -                     |                 |              | Nr. 34 in de Single Top 100 |
| Jij                                                           | 2014                  | -                     |                 |              | Release 16 november '14     |
| Hoor Je M'n Hart                                              | 2015                  | -                     |                 |              | Release 5 juni '15          |
| Chic A Bang Bang                                              | 2015                  | -                     |                 |              | Release 18 oktober '15      |
| Dans Met Me Mee                                               | 2016                  | -                     |                 |              | Release 15 april '16        |
| Kleine Lieve Lach                                             | 2016                  | -                     |                 |              | Release 25 november '16     |
| Ernems Trots (Oh, Ho, Ho, Oho Vitesse)                        | 2017                  | -                     |                 |              | Goud / Release 28 april '17 |
| Ik Vind Je Sexy                                               | 2017                  | -                     |                 |              | Release 15 juni '17         |
| Hé Jij                                                        | 2017                  | -                     |                 |              | Release 12 december '17     |